# ميزانية استخبارات الولايات المتحدة

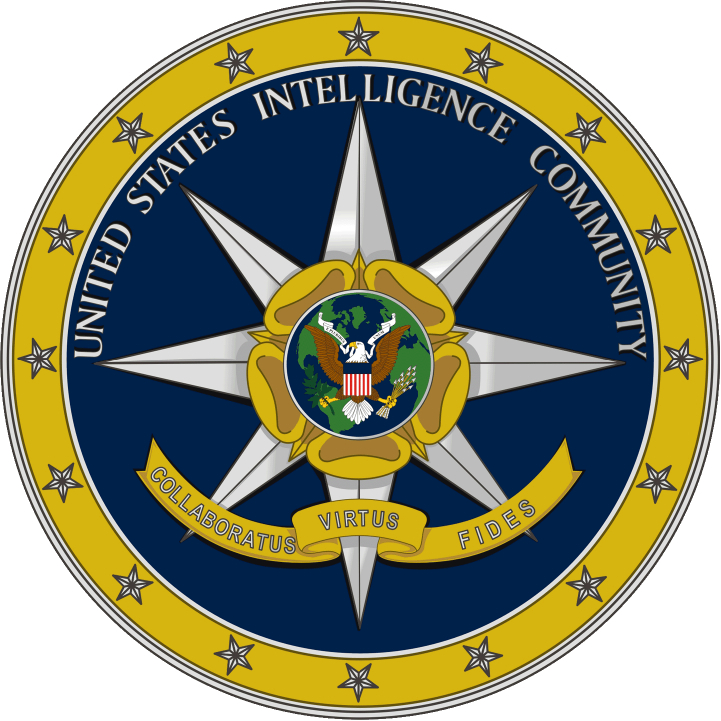

تشمل ميزانية استخبارات الولايات المتحدة كامل تمويل 16 وكالة تابعة للمجتمع الاستخباراتي الأمريكي. هذه الوكالات والبرامج تتلاءم مع أحد مكوني ميزانية الاستخبارات: برنامج الاستخبارات القومية وبرنامج الاستخبارات العسكرية. تتبع ميزانية الاستخبارات الأمريكية، بالإضافة إلى أجزاء أخرى من الميزانية الفيدرالية، السنة المالية وليس السنة التقويمية. قبل إنفاق أموال الحكومة على الاستخبارات، يجب أن يكون التمويل مخصصا ومرخصا من قبل لجان في مجلس النواب ومجلس الشيوخ الأمريكيين. طبقا لاقتراح عمولة 9/11، حدد مدير الاستخبارات القومية الحد الأقصى للمبلغ المدفوع في برنامج الاستخبارات القومية للعام المالي 2009 ك 49.2 مليون دولار أمريكي. وارتفعت هذه القيمة في طلبات السجلات للميزانية في عامي 2017 و2018 إلى 54.9 و57.7 مليون دولار على الترتيب. ولا تتضمن هذه الأموال الـ 20.7 مليون دولار المطلوبة لبرنامج الاستخبارات العسكرية الذي كان يتعافى من انخفاض ما بعد حرب العراق 2015 الذي يقدر ب 16.5 مليون دولار. 
في عام 2007، أظهر أنه 70% من ميزانية الاستخبارات ذهبت إلى شركات مقاولات الدفاع.

## المكونات
يقدر الخبراء الإنفاق الكلي على الاستخبارات الأمريكية العسكرية وغير العسكرية كانت ذروتها عند 71 مليون دولار في 2013) في أواخر الثمانينات. بحلول عام 1994، انخفض الإنفاق على برنامج الاستخبارات القومية غير العسكرية إلى 43.4 مليون دولار. تخطى الإنفاق على الاستخبارات للعام المالي 2013 ذروة النفقات أثناء الحرب الباردة، فكان 52.6 مليون دولار للبرنامج الاستخباراتي غير العسكري و23 مليون دولار للبرنامج غير العسكري. بتثبيت قيمة الدولار، يعتبر هذا المبلغ ضعف الميزانية المقدرة لعام 2001. وأكبر بمعدل 25% عن ميزانية 2006. منذ هجمات 11 سبتمبر على الولايات المتحدة من 2001 إلى 2013، أنفقت الحكومة أكثر من 500 مليون دولار على الاستخبارات.

### برنامج الاستخبارات القومية
برنامج الاستخبارات القومية الخاضع لسيطرة مالية من مدير الاستخبارات القومية، يتضمن الوكالات والبرامج التي كانت خاضعة مسبقا لبرنامج الاستخبارات القومية الأجنبية. أقر هذا التعديل كي يتضمن برنامج الاستخبارات الداخلية والأذرع الاستخباراتية لقسم الأمن الوطني. وفقا لوثائق الميزانية المصنفة التي سربت من إدوارد سنودن عام 2013، يوزَّع برنامج الاستخبارات القومية على مجموعة من الوكالات بالطريقة التالية: هذا مصدر لا يمكن التحقق منه مع ملاحظة أن المصدر الرئيسي مصنف من قبل حكومة الولايات المتحدة ظاهريا. الوثائق الأصلية للتأكد من هذه المعلومات غير متاحة.

### برنامج الاستخبارات العسكرية
في سبتمبر 2005، أنشئ برنامج الاستخبارات العسكرية عن طريق جمع كل الوكالات التي كانت سابقا تحت برنامج الاستخبارات العسكرية المشترك، ومعظم البرنامج من مجموعة الاستخبارات التكتيكية والأنشطة المتعلقة بها السابقة.

#### قائمة ببعض الوكالات والبرامج[7]
| كلاهما NIP/MIP                                    | برنامج الاستخبارات العسكري (MIP)                       | برنامج الاستخبارات القومية (NIP)                                      |
| وكالة الأمن القومي (NSA)                          | المخابرات العسكرية للجيش (MI)                          | وكالة الاستخبارات المركزية (CIA)                                      |
| وكالة استخبارات الدفاع (DIA)                      | وكالة المخابرات الجوية والمراقبة والاستطلاع (AF ISR)   | وكالة الأمن القومي المخابرات المضادة – مكتب التحقيقات الفيدرالي (FBI) |
| وكالة الاستخبارات الجغرافة المكانية الوطنية (NGA) | نشاط استخبارات مشاة البحرية (MCIA)                     | مكتب الاستخبارات والأبحاث (INR) – وزارة الخارجية وكالة الاستخبارات    |
|                                                   | مكتب الاستخبارات البحرية (ONI)                         | مكتب دعم الاستخبارات – قسم المالية                                    |
|                                                   | قيادة العمليات الخاصة (SOCOM)برنامج الدفاع الخفي (DCP) | برنامج الدفاع الخفي (DCP)                                             |

## الاستعانة بمصادر خارجية / الخصخصة
حصل تيم شوروك على عرض تقديمي غير مصنف على الباور بوينت لمؤتمر تجهيزات استخبارات الدفاع لعام 2007 الذي يظهر أن 70% من ميزانية الاستخبارات ذهبت إلى مقاولات الدفاع. واستجابة لذلك، قرر مدير الاستخبارات القومية أن ميزانية الاستخبارات الكلية أو أجزاءها لا يمكن أن يتم حسابها اعتمادا على أرقام عرض تقديمي.
«وفقا لموظفي وكالة استخبارات الدفاع، الذين تحدثوا في مؤتمر تجهيزات استخبارات الدفاع في مايو 2007 في كولورادو، يملأ مقاولو استخبارات الدفاع» فراغا في القوة العاملة«في وكالة استخبارات الدفاع وفي معظم الوكالات الأخرى. في التسعينات تقاعد مئات الضباط وتركوا مجتمع الاستخبارات بسبب تقلص ميزانية الاستخبارات. عندما بدأت الوكالة في استئجار أناس جدد بعد 11/9، الضباط المخضرمين الذين كان عليهم التواجد لتدريبهم وتعليمهم رحلوا. لكن لأن الأمر يستغرق من خمس إلى سبع سنوات لتدريب ضابط جديد، كانت هناك» فجوة في الأجيال«التي يمكن ملؤها فقط بضباط استخبارات سابقين بتصاريح أمنية؛ وكان معظمهم يعمل في القطاع الخاص.» –تيم شوروك.
صرح الجنرال مايكل هايدن، المدير السابق لوكالة الأمن القومي والمدير اللاحق للمخابرات الأمريكية، أن البنية التحتية لتكنولوجيا المعلومات في فورت ميد (مركز لمقرات وكالة الأمن القومي) مملوكة بواسطة شركة واحدة. يدَعي هايدن أيضا أن التركيز الأكبر للقوة الحاسوبية في العالم يقع في حديقة المكتب قرب فورت ميد، تميز العمليات المتعددة لشركات المقاولات التابعة لوكالة الأمن القومي.

## دورة الميزانية
يأخذ الأمر ما يزيد عن ثلاث سنوات كي تتم ميزانية دورة كاملة من التطوير للتنفيذ.

### دورة الميزانية التابعة لمارك م. لونثال
| النشاط (بالتفصيل)                                                       | النشاط                         | السنة) |
| وضع إرشادات عامة للتخطيط والبرمجة وحساب الميزانية                       | التخطيط: الإرشاد               | 1      |
| توقع موارد البرنامج لمتطلبات السنة القادمة من الموارد المالية والبشرية. | وضع البرامج: الطلب والمراجعة   | 2      |
| المال أو السلطة المتاحة لشراء الأشياء والخدمات أو توظيف الناس           | وضع الميزانية: البناء والتسليم | 3      |
| إنفاق المال على البرامج المفوضة.                                        | التنفيذ: الإلزام والإنفاق      | 4      |

## إشراف الكونجرس
يستمد الكونغرس الأمريكي صلاحياته الرقابية على ميزانية الاستخبارات من المادة 1، القسم 9، الفقرة 7، من الدستور الأمريكي التي تنص على: «لن يتم سحب مال من وزارة المالية، لكن نتيجة للاعتمادات التي ينص عليها القانون». تتكون وظائف تصديق الكونجرس واعتماده من الموافقة على البرامج والأنشطة وتخصيص قدر معين من الأموال للبرامج المصدق عليها على الترتيب.

### الكيانات التابعة للكونجرس مسئولة عن مراقبة ميزانية الاستخبارات
| مجلس النواب                                         | مجلس الشيوخ                                         |          |
| لجنة الاختيار الدائم لمجلس النواب للاستخبارات       | لجنة تحديد مجلس الشيوخ الخاصة بالاستخبارات          | التفويض  |
| اللجنة الفرعية لاعتمادات مجلس النواب الخاصة بالدفاع | اللجنة الفرعية لاعتمادات مجلس الشيوخ الخاصة بالدفاع | الاعتماد |

توفر وحدة إشراف الاختيار الاستخباراتي التابعة لمجلس النواب الميزانية وتوصيات المراقبة.
لمزيد من المعلومات العامة عن الإشراف على المجتمع الاستخباراتي، انظر الإشراف على مجتمع استخبارات الولايات المتحدة.